# Coupe d'Islande de football 1969
La coupe d'Islande 1969 de football est la 10e édition de la Coupe nationale de football.
Elle s'est disputée du 12 juillet 1969 au 7 décembre 1969, avec les demi-finales et la finale jouées au Melavöllur à Reykjavik.
La Coupe revêt une haute importance puisque le vainqueur est qualifié pour la Coupe des Coupes (Si un club gagne à la fois le championnat et la Coupe, c'est le finaliste de la Coupe qui prend sa place en Coupe des Coupes).
Les équipes de 1. Deild (1re division) ne rentrent qu'en huitièmes de finale de l'épreuve. Lors des tours précédents, les équipes de 2. Deild (2e division), ainsi que les équipes réserves s'affrontent en matchs simples. À partir des quarts de finale, en cas de match nul, le match est rejoué, sinon un tirage au sort est effectué pour connaître le vainqueur.
L'ÍBA Akureyri, qui a complètement raté sa saison en 1. Deild, remporte la première Coupe d'Islande de son histoire et s'offre une qualification en Coupe d'EUrope. Autre première : la finale doit être rejouée puisque le premier match a débouché sur un nul 1-1.

## Premier tour
| Équipe 1               | Résultat | Équipe 2             |
| ---------------------- | -------- | -------------------- |
| Vestri Isafjörður      | 5 - 2    | Stjarnan Gardabaer   |
| þrottur Reykjavik B    | 0 - 1    | FH Hafnarfjörður     |
| ÍBK Keflavík B         | 1 - 2    | Armann Reykjavik     |
| ÍBA Akureyri B         | 4 - 1    | UMF Selfoss B        |
| KR Reykjavik B         | 5 - 2    | þrottur Reykjavik    |
| Haukar Hafnarfjörður B | 2 - 3    | UMF Njarðvík         |
| Vikingur Reykjavik B   | 4 - 0    | Armann Reykjavik B   |
| Valur Reykjavik B      | 4 - 0    | Hrönn                |
| Hörður Isafjörður      | 1 - 6    | Vikingur Reykjavik   |
| ÍBV Vestmannaeyjar B   | 1 - 0    | Haukar Hafnarfjörður |
| Völsungur Húsavík      | 3 - 0    | Breiðablik Kopavogur |

## Deuxième tour
- Entrée en lice de Hamar Hveragerði, HSH, UMF Selfoss et des équipes réserves de Fram Reykjavik B, IA Akranes B, Breiðablik Kopavogur B et FH Hafnarfjörður B.

| Équipe 1           | Résultat | Équipe 2             |
| ------------------ | -------- | -------------------- |
| Fram Reykjavik B   | 5 - 1    | Hamar Hveragerði     |
| HSH                | 2 - 5    | Valur Reykjavik B    |
| Völsungur Húsavík  | 3 - 2    | KR Reykjavik B       |
| IA Akranes B       | 6 - 1    | Vikingur Reykjavik B |
| FH Hafnarfjörður B | 2 - 1    | ÍBA Akureyri B       |
| UMF Selfoss        | 2 - 0    | FH Hafnarfjörður     |
| Vikingur Reykjavik | 4 - 1    | Breiðablik Kopavogur |
| UMF Njarðvík       | 0 - 1    | Vestri Isafjörður    |
| Armann Reykjavik   | 1 - 4    | ÍBV Vestmannaeyjar   |

## Huitièmes de finale
- Entrée en lice des 7 clubs de 1. Deild

| Équipe 1                | Résultat | Équipe 2             |
| ----------------------- | -------- | -------------------- |
| Vestri Isafjörður       | 1 - 2    | Valur Reykjavik (D1) |
| ÍBA Akureyri (D1)       | 1 - 0    | IA Akranes B         |
| Valur Reykjavik B       | 3 - 2    | Völsungur Húsavík    |
| KR Reykjavik (D1)       | 4 - 0    | FH Hafnarfjörður B   |
| UMF Selfoss             | 4 - 2    | Fram Reykjavik B     |
| Fram Reykjavik (D1)     | 0 - 3    | IA Akranes (D1)      |
| ÍBV Vestmannaeyjar B    | 1 - 2    | Vikingur Reykjavik   |
| ÍBV Vestmannaeyjar (D1) | 1 - 0    | ÍBK Keflavík (D1)    |

## Quarts de finale
| Équipe 1                | Résultat | Équipe 2           |
| ----------------------- | -------- | ------------------ |
| Valur Reykjavik B       | 0 - 2    | UMF Selfoss (D2)   |
| Valur Reykjavik         | 0 - 1    | IA Akranes         |
| Vikingur Reykjavik (D2) | 3 - 4    | ÍBA Akureyri       |
| KR Reykjavik            | 2 - 2    | ÍBV Vestmannaeyjar |
| KR Reykjavik            | 3 - 1    | ÍBV Vestmannaeyjar |

## Demi-finales
| Équipe 1     | Résultat | Équipe 2         |
| ------------ | -------- | ---------------- |
| ÍBA Akureyri | 3 - 1    | UMF Selfoss (D2) |
| ÍA Akranes   | 4 - 1    | KR Reykjavik     |

## Finale
| 30 novembre 1969 | ÍBA Akureyri      | 1 - 1 | ÍA Akranes         | Melavöllur, Reykjavik |  |
|                  | Valsteinn Jonsson |       | Guðjon Guðmundsson |                       |  |
|                  | (Rapport)         |       |                    |                       |  |

| 7 décembre 1969 Match rejoué | ÍBA Akureyri                                           | 3 - 2 | ÍA Akranes                               | Melavöllur, Reykjavik |  |
|                              | Magnus Jonatansson · Eyjolfur Agustsson · Kari Arnason |       | Matthias Hallgrimsson · Teitur þórdarson |                       |  |
|                              | (Rapport)                                              |       |                                          |                       |  |

- L'ÍBA Akureyri remporte sa première Coupe d'Islande et se qualifie pour la Coupe des Coupes 1970-1971.